# نیدردورفلدن
نیدردورفلدن (به آلمانی: Niederdorfelden) یک شهر در آلمان است که در ماین-کینتسیگ واقع شده‌است. نیدردورفلدن ۳٬۴۵۳ نفر جمعیت دارد.